# Pridi Banomyong
Pridi Banomyong (thai: ปรีดี พนม ยง ค์; LBTR: Pridi Phanomyong; Ayutthaya, 11 de maio de 1900 - Paris, 2 de maio de 1983) foi um estadista e primeiro-ministro tailandês. Ele foi nomeado uma das grandes personalidades do século XX pela UNESCO em 2000.

## Partido Popular
Em 24 de junho de 1932, o minúsculo Partido Popular ("Khana Ratsadon") com Pridi como o líder da facção civil, realizou um golpe relâmpago que terminou abruptamente os 150 anos de monarquia absoluta sob a Dinastia Chakri.
Pridi foi para o exílio voluntário em 1933, quando seus planos econômicos radicais, que exigiam a nacionalização de toda a terra e a abolição das empresas privadas foram violentamente rejeitados por muitos.

## Ministro
Ele voltou em 1934 para fundar a Universidade Thammasat, antes de assumir os cargos de Ministro do Interior naquele ano, o ministro das Relações Exteriores em 1935, e Ministro da Fazenda em 1938.
Como ministro das Relações Exteriores no período de 1935 a 1937, Pridi assinou tratados revogando os  direitos extraterritoriais de 12 países. Com esses tratados, a Tailândia foi capaz de recuperar a independência em relação a jurisdição e tributação legal, pela primeira vez desde os tratados  foram assinados sob coação durante o reinado do rei  Rama IV.
Apesar de ter sido amigo de Marechal de Campo Phibunsongkhram durante os primeiros dias do Partido Popular, os dois discordaram nos anos seguintes. Pridi era violentamente anti-japonês e, portanto, contrário a muitas das políticas militaristas de Phibun, que tendiam a ser mais conciliador com os japoneses. A antipatia entre os dois personagens aumentou durante a Segunda Guerra Mundial, quando o Japão foi rapidamente conquistando territórios na Ásia.

## Anos do pós-guerra
Em março de 1946, Khuang Abhaiwongse, que tinha sido eleito primeiro-ministro em janeiro, pediu demissão. Pridi tomou o premiê em uma tentativa de estabilizar a situação política, que estava fora de controle.
Pridi apoiava o movimento independente vietnamita de Ho Chi Minh, e a Tailândia tornou-se um ponto de foco das potências mundiais; EUA e União Soviética, durante a Guerra fria. Em 1949, quando a China tornou-se comunista, e o Việt Minh iniciou a guerra contra a França, muitos, incluindo EUA, acreditaram que Pridi levaria a Tailândia a apoiar o movimento comunista na região. A política de Pridi tornou-se controversa, levando ao golpe que o derrubou do poder por seu ex-aliado, o líder em tempo de guerra, Plaek Phibunsongkhram.
Pridi partiu para a China, para nunca mais voltar para a Tailândia. Da China, ele viajou para a França, onde passou o resto de sua vida.
Pridi morreu no dia 2 de maio de 1983, em sua casa nos subúrbios de Paris.

## Condecorações de outros países
- Ordem do Sol Nascente, 1 classe (Japão)
- Grã-Cruz da Légion d'honneur (França)
- Grand Cordon of the Ordem de Leopoldo (Bélgica) (Bélgica)
- Grã-Cruz da Ordem dos Santos Maurício e Lázaro (Itália)
- Grã-Cruz da Order of St Michael and St George (United Kingdom)
- Medal of Freedom com Gold Palm (Estados Unidos)
- Comandante da Grã-Cruz da Order de Vasa (Suécia)
- Grã-Cruz da Ordem de Mérito da Águia Alemã (Alemanha)